# Liceo dei Francescani di Bolzano
Il Ginnasio dei Francescani di Bolzano (nome ufficiale tedesco Franziskanergymnasium Bozen) è una scuola secondaria di primo e secondo grado (liceo classico) di Bolzano, fondata nel 1780.

## Storia
Con un decreto di corte del 20 ottobre 1780 l'imperatrice Maria Teresa d'Austria, su suggerimento del Magistrato civico di Bolzano, aurtorizzò l'istituzione di un ginnasio a Bolzano. L'istituto, inizialmente allestito nella cosiddetta Castiolhaus, fu affidato ai padri Francescani, che dal XIII secolo sono presenti con un loro convento a Bolzano. Durante l'occupazione bavarese del Tirolo il ginnasio fu convertito in Realschule (scuola reale) e sottratta alla conduzione clericale. Per mancanza di spazi, nel 1853/55 fu eretto un nuovo edificio scolastico in via Weggenstein.

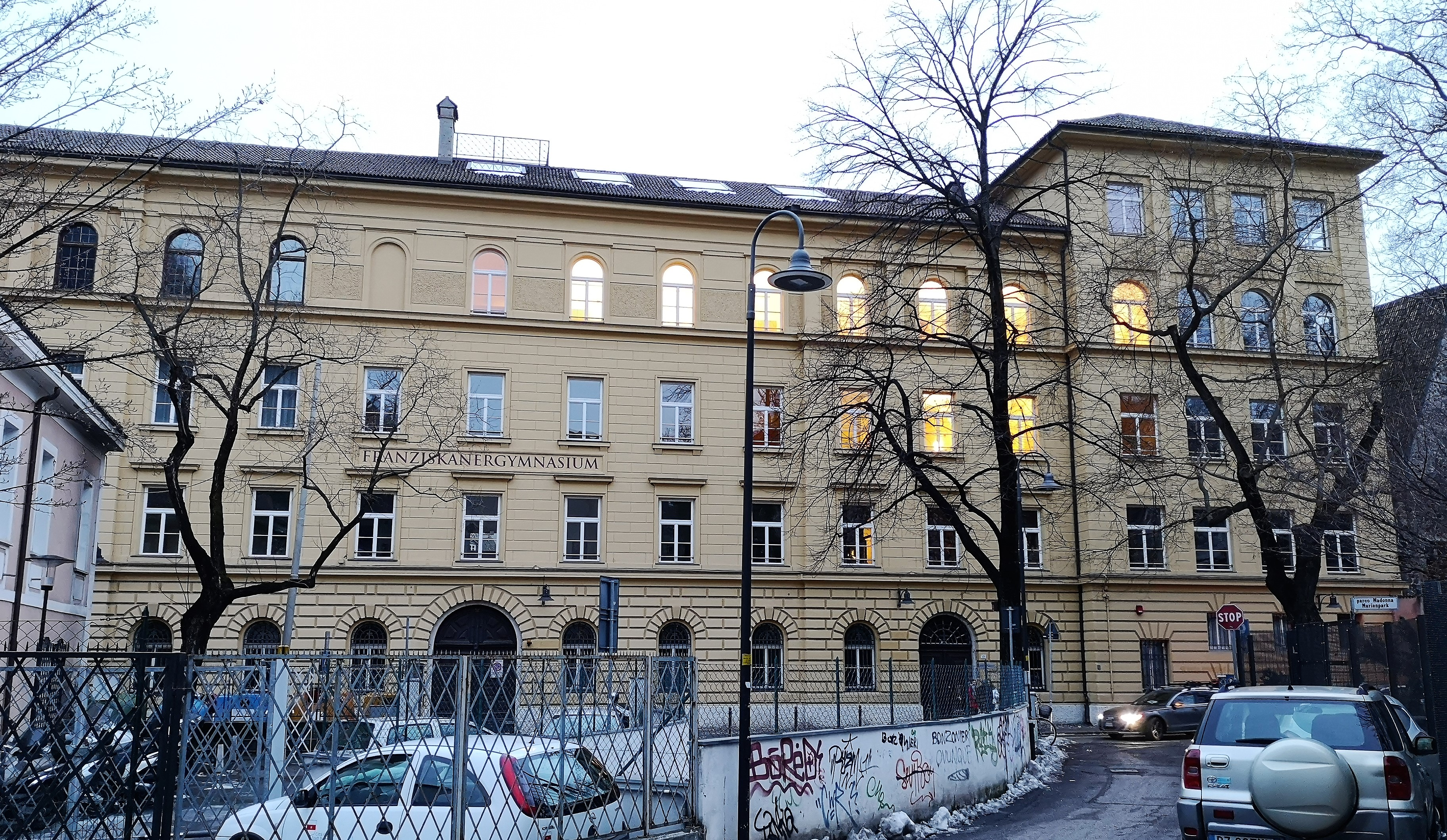
La facciata dell'Istituto

Quando negli anni del Kulturkampf questa scuola fu statalizzata, la Provincia tirolese dei Francescani fondò nel 1872 un nuovo ginnasio privato che presto ottenne il riconoscimento statale. Sotto la direzione del naturalista padre Vinzenz Maria Gredler nel 1882 fu eretto, su progetto dell'architetto civico di Bolzano Sebastian Altmann, un nuovo edificio scolastico direttamente comunicante con l'areale conventuale stesso. In seguito, l'edificio fu ulteriormente allargata su progetto dell'architetto Johann Bittner.
Durante il fascismo la scuola subì ingerenze da parte del regime nel contesto del processo di italianizzazione da esso operato in regione. Nella Seconda guerra mondiale, la scuola fu chiusa dall'amministrazione nazista.
Causa l'ormai esiguo numero di conventuali francescani, il corpo docenti divenne poi quasi esclusivamente laico. Fino all'anno scolastico 1989/90 la scuola ospitava esclusivamente studenti maschili, solo da allora le classi sono miste. Dal 1995 l'istituto è retto da Wolfgang Malsiner, primo laico a ricoprire questa funzione. Negli anni 2002/05 gli edifici scolastici furono rinnovati e ammodernati, con l'aggiunta di un'ampia palestra sotterranea..
Gergalmente, gli studenti del ginnasio vengono chiamati Fränzi.

## Biblioteca
L'istituto dispone di una ricca biblioteca con oltre 65.000 unità. Notevoli sono i fondi storici, che risalgono anche al Cinquecento. Oltre a contenere opere di storia locale e di carattere generale, la biblioteca è stata arricchita nel tempo da importanti donazioni.